# El Molino
El Molino é um município da Colômbia, localizado no departamento de Guajira.